# Zwei (Peter-Cornelius-Album)
Zwei ist ein Studioalbum des österreichischen Liedermachers Peter Cornelius.

## Entstehung und Veröffentlichung
Die Erstveröffentlichung von Zwei erfolgte im Jahr 1980 bei Philips Records. Das Album erschien in seiner Originalausführung als LP (Katalognummer: 6435 074) und MC (Katalognummer: 7106 074) mit zehn Titeln. Im Jahr 1984 erschien es erstmals als CD-Ausführung (Katalognummer: 814 711-2).
Geschrieben wurden alle Lieder vom Interpreten selbst, lediglich bei den Titeln Die Spatzen pfeifen’s vom Dach und Es ist nie zu spät bekam Cornelius Unterstützung durch Michael Cretu. Dieser wiederum zeichnete alleine für die Produktion aller Lieder verantwortlich.

## Titelliste
1. Es ist nie zu spät – 3:44
2. Nur die Illusion – 4:06
3. Die Spatzen pfeifen’s vom Dach – 3:31
4. Ich möcht’ noch einmal ganz am Anfang steh’n – 5:10
5. Nerven-Ballerina – 4:07
6. Du entschuldige, i kenn’ di – 4:23
7. Du bist wie der junge Frühling – 3:56
8. Es ist alles in Butter (-mit dem Computer) – 4:22
9. Geh’ net am Leben vorbei – 3:45
10. Morgen früh – 4:37

## Chartplatzierungen
| ChartsChartplatzierungen | Höchstplatzierung | Wochen |
| ------------------------ | ----------------- | ------ |
| Deutschland (GfK)        | 21 (20 Wo.)       | 20     |